# 11005 Waldtrudering
11005 Waldtrudering (tên chỉ định: 1980 PP1) là một tiểu hành tinh vành đai chính. Nó được phát hiện bởi Richard Martin West ở Đài thiên văn La Silla ở Chile, ngày 6 tháng 8 năm 1980. Nó được đặt theo tên Waldtrudering, an area thuộc München, Germany.